# 中央人民政府委員會第一次會議
中央人民政府委員會第一次會議是中央人民政府委員會成立後召開的第一次會議，於1949年10月1日下午2时在中華人民共和國北京市中南海勤政殿召開，持續時間為1小時。出席會議的有中央人民政府主席毛澤東、副主席和中央人民政府委员。此次會議通過的決議有：
- 接受《共同纲领》为政府施政方针
- 选举林伯渠为中央人民政府委员会秘书长
- 任命周恩来为中央人民政府政务院总理兼外交部长
- 任命毛泽东为人民革命军事委员会主席，朱德为人民解放军总司令
- 任命沈钧儒为最高人民法院院长，罗荣桓为最高人民检察署检察长
- 宣佈中華人民共和國中央人民政府為代表中華人民共和國全國人民的唯一合法政府[3]